# María Fernanda López (2000)
María Fernanda López Avilés (23 febbraio 2000) è una pallavolista portoricana, nel ruolo di palleggiatrice.

## Carriera

### Club
La carriera di María Fernanda López inizia nel Colegio Notre Dame, dal quale approda alla UPR Mayagüez, disputando la Liga Atlética Interuniversitaria de Puerto Rico. Fa il suo debutto nella pallavolo professionistica disputando la Liga de Voleibol Superior Femenino 2023 con le Valencianas de Juncos, senza tuttavia concludere l'annata.

### Nazionale
Debutta nella nazionale portoricana in occasione della NORCECA Final Six 2021, chiusa al sesto e ultimo posto.